# Yuki Kajiura
Yuki Kajiura (梶浦由記, Kajiura Yuki), nascida em 6 de Agosto de 1965 em Tóquio, Japão, é uma compositora e produtora musical japonesa.  Yuki forneceu músicas para diversos animes populares, tais como Sword Art Online, Madlax, Noir, .hack//SIGN, .hack//Roots, Aquarian Age, My-HiME, Pandora Hearts, My-Otome, Tsubasa Chronicle, e para um dos filmes Kimagure Orange Road  (entre outros). Também auxiliou Toshihiko Sahashi com Mobile Suit Gundam SEED e Mobile Suit Gundam SEED Destiny. Kajiura também compôs para a série de videogame Xenosaga, notóriamente pela música de cutscene de Xenosaga II e toda trilha sonora de Xenosaga III . Atualmente mora em Tóquio.

## Biografia
Devido ao trabalho de seu pai, Kajiura morou na Alemanha Ocidental desde 1972 até seu colegial. Sua primeira obra musical foi escrita quando tinha 7 anos, e era uma música de despedida para sua avó. Após formar-se na faculdade (novamente em Tóquio), ela começou a trabalhar como programadora, mas em 1992, ela saiu dessa carreira para focar em suas atividades musicais. Ela admite que foi seu pai que muito influenciou sua decisão, pois era um grande admirador de ópera e música clássica.
Em Julho de 1992, ela fez sua estreia com o trio See-Saw, que na época era composta por Chiaki Ishikawa (vocalista), ela mesma (vocal de apoio, teclado), e Yukiko Nishioka. Nos dois anos seguintes, o grupo lançou seis singles e dois álbuns mas em 1995 o trio separou-se temporáriamente. Nishioka decidiu tornar-se escritora enquanto Kajiura continuou com sua carreira musical solo, compondo música para outros artistas, assim como para TV, comerciais, filmes, anime e videogames.
Em 2001, ela e Chiaki Ishikawa se uniram novamente reformando See-Saw. Nesta época ela se envolveu com o estúdio de anime Bee Train de Koichi Mashimo em seu primeiro aclamado projeto, Noir. Não obstante o status controverso da série entre avaliadores, a crítica elogiou sua trilha sonora como uma inovação no cenário de música de anime, por sua arriscada mas altamente bem-sucedida mistura de synth, opera e música com toque francês.
Kajiura desfrutou do nível de liberdade artística que Mashimo como diretor da série a ofereceu durante sua contribuição em Noir, de forma que essa colaboração se estendeu a vários projetos posteriores, tendo como último (até 2007) sendo El Cazador de la Bruja. Por exemplo, Mashimo evitou criar restrições ou metas, permitindo que ela compusesse conforme desejasse. Posteriormente, ele apenas pegaria os trechos que julgasse apropriados e injetaria nos momentos adequados dos episódios.
Em 2002, See-Saw participou em outro projeto de Mashimo, .hack//SIGN, que tornou-se vastamente conhecido devido a seu desenvolvimento simultâneo para TV e videogame, e sua trilha sonora vendeu mais de 300.000 cópias. Durante a produção da série, Kajiura conheceu Emily Bindiger e impressionada com sua voz, lha ofereceu para performar 10 canções para a série. Ela também apelidou Bindiger como "sua professora de Inglês" no Anime Expo 2003.
Uma das mais populares atribuições de See-Saw foi a música de fechamento para Mobile Suit Gundam SEED ("Anna ni Issho Datta no ni"), que vendeu mais de 200.000 cópias. Dream Field, primeiro álbum original de See-Saw em 9 anos, tornando-se um sucesso, ao atingir 100.000 cópias vendidas. No mesmo ano, Kajiura lançou seu primeiro álbum solo, Fiction, a qual ela performou e promoveu no Anime Expo 2003 em Anaheim, California.
Um dos projetos solo de Kajiura é o FictionJunction, que ao contrário da crença popular não é um pseudônimo mas o nome do projeto própriamente. O projeto conta com a colaboração das artistas Yuuka Nanri, Asuka Kato, e Kaori Oda. Em 2004, o dueto produziu as músicas de abertura e fechamento para MADLAX de Koichi Mashimo e no ano seguinte, publicaram seu primeiro álbum colaborativo, Destination.
Em Outubro de 2007, foi anunciado que Yuki Kajiura participaria do concerto da Eminence Orchestra, 'A Night In Fantasia 2007 - Symphonic Anime Edition', como convidada especial.
Seu mais recente projeto, Kalafina é composto por Keiko Kubota (FictionJunction KEIKO), Wakana Ootaki (FictionJunction WAKANA) e Hikaru Masai. Cantam as músicas de fechamento de Kara no Kyoukai, além das músicas tema das séries Kara no Kyoukai, Kuroshitsuji, Eve no Jikan, So Ra No Wo To, e Mahō Shōjo Madoka Magika.
Em 2009, Fiction Junction retornou para a música tema de abertura de Pandora Hearts, Parallel Hearts, com a maior parte da trilha composta por Yuki Kajiura.

## Discografia

### Trilha sonora de anime
| Anime                                      | Lançamento | Diretor           |
| ------------------------------------------ | ---------- | ----------------- |
| Kimagure Orange Road                       | 1996       | Osamu Kobayashi   |
| Eat-Man                                    | 1997       | Koichi Mashimo    |
| Noir                                       | 2001       | Koichi Mashimo    |
| Aquarian Age                               | 2002       | Yoshimitsu Ohashi |
| .hack//SIGN                                | 2002       | Koichi Mashimo    |
| .hack//Liminality                          | 2002       | Koichi Mashimo    |
| Le Portrait de Petit Cossette              | 2004       | Akiyuki Shinbo    |
| Madlax                                     | 2004       | Koichi Mashimo    |
| My-HiME                                    | 2004       | Masakazu Obara    |
| My-Otome                                   | 2005       | Masakazu Obara    |
| Tsubasa Chronicle                          | 2005       | Koichi Mashimo    |
| Elemental Gelade                           | 2005       | Shigeru Ueda      |
| My-Otome Zwei                              | 2006       | Masakazu Obara    |
| Fist of the North Star True Saviour Legend | 2007       | Toyoo Ashida      |
| El Cazador de la Bruja                     | 2007       | Koichi Mashimo    |
| Tsubasa TOKYO REVELATIONS                  | 2007-2008  | Shunsuke Tada     |
| Tsubasa Shunraiki                          | 2009       | Shunsuke Tada     |
| Pandora Hearts                             | 2009       | Takao Kato        |
| Puella Magi Madoka Magica                  | 2011       | Akiyuki Shinbo    |
| Fate/Zero                                  | 2011-2012  | Ei Aoki           |
| Sword Art Online                           | 2012       | Tomohiko Ito      |
| Kimetsu No Yaiba                           | 2019       | Haruo Sotozaki    |
| As Memórias de Vanitas                     | 2021       | Tomoyuki Itamura  |
| Fena: Pirate Princess                      | 2021       | Kazuto Nakazawa   |

### Trilha de Videogames
| Título                                                        | Platforma     | Lançamento | Produtora                   |
| ------------------------------------------------------------- | ------------- | ---------- | --------------------------- |
| Double Cast ダブルキャスト (Daburukyasuto)                    | PlayStation   | 1998       | Sony Computer Entertainment |
| Meguri-aishite めぐり愛して (Meguriaishite)                   | PlayStation   | 1999       | SME                         |
| Blood: The Last Vampire                                       | PlayStation 2 | 2000       | Sony Computer Entertainment |
| Xenosaga Episode II: Jenseits von Gut und Böse (Movie scenes) | PlayStation 2 | 2004       | Namco                       |
| Xenosaga Episode III: Also sprach Zarathustra                 | PlayStation 2 | 2006       | Namco                       |

### Trilhas de Filmes
| Título                                                          | Lançamento | Diretor                                 |
| --------------------------------------------------------------- | ---------- | --------------------------------------- |
| Tokyo-Kyodai                                                    | 1995       | Jun Ichikawa                            |
| RUBY FRUIT                                                      | 1995       | Takumi Kimiduka                         |
| Rainbow                                                         | 1999       | Naoto Kumazawa                          |
| Boogiepop and others                                            | 2000       | Ryu Kaneda                              |
| MOON                                                            | 2000       | Takumi Kimiduka                         |
| Tsubasa Reservoir Chronicle Movie: Princess in Birdcage Kingdom | 2005       | Itsuro Kawasaki                         |
| Kara no Kyoukai movies                                          | 2007-2009  | Ei Aoki, Takuya Nonaka & Mitsuru Oburai |
| Achilles and the Tortoise                                       | 2008       | Takeshi Kitano]]                        |
| Puella Magi Madoka Magica Movie - Part I: The Beginning Story   | 2012       | Akiyuki Shinbo Yukihiro Miyamoto        |
| Puella Magi Madoka Magica Movie - Part II: The Eternal Story    | 2012       | Akiyuki Shinbo Yukihiro Miyamoto        |

### Musicais
| Título                   | Lançamento |
| ------------------------ | ---------- |
| Sakura-Wars              | 1998       |
| Fine                     | 1998       |
| FUNK-a-STEP              | 1998       |
| FUNK-a-STEP II           | 1999       |
| Christmas Juliette       | 1999-2000  |
| High-School Revolution   | 2000       |
| Christmas Juliette       | 2000       |
| Shooting-Star Lullaby    | 2001       |
| Love's Labour's Lost/SET | 2002       |
| Angel Gate               | 2006       |

### Álbuns solo
| Título     | Lançamento |
| ---------- | ---------- |
| Fiction    | 2003       |
| Fiction II | 2011       |

### Álbuns produzidos
| Título            | Grupo                 | Lançamento |
| ----------------- | --------------------- | ---------- |
| I have a dream    | See-Saw               | 1993       |
| See-Saw           | See-Saw               | 1994       |
| Early Best        | See-Saw               | 2003       |
| Dream Field       | See-Saw               | 2003       |
| melody            | Saeko Chiba           | 2003       |
| everything        | Saeko Chiba           | 2004       |
| Destination       | FictionJunction YUUKA | 2004       |
| Circus            | FictionJunction YUUKA | 2007       |
| Re/oblivious      | Kalafina              | 2008       |
| Everlasting Songs | FictionJunction       | 2009       |
| Seventh Heaven    | Kalafina              | 2009       |
| Red Moon          | Kalafina              | 2010       |
| After Èden        | Kalafina              | 2011       |

### Álbuns de compilações
| Título                   | Lançamento |
| ------------------------ | ---------- |
| The Works for Soundtrack | 2011       |

### Outros envolvimentos
| Gênero       | Projeto                               | Envolvimento | Ano  |
| ------------ | ------------------------------------- | --- | ---- |
| Anime        | Jura Tripper                          | Tema de Fechamento | 1995 |
| Anime        | Mobile Suit Gundam Seed               | Fechamento e Abertura | 2002 |
| Anime        | Chrono Crusade                        | Música de Fechamento (Sayonara Solitaire) | 2003 |
| Videogame    | .hack//QUARANTINE                     | Música Yasashii Yoake(também usada em .hack//SIGN) | 2003 |
| Anime        | The World of Narue                    | Tema de Fechamento | 2003 |
| Anime        | Mobile Suit Gundam Seed Destiny       | Tema e Trilha | 2004 |
| Anime        | .hack//Legend of the Twilight         | Tema de fechamento | 2004 |
| Anime        | Loveless                              | Música Tema | 2005 |
| Anime        | Shōnen Onmyōji                        | Tema de Abertura | 2006 |
| Anime        | Simoun                                | Tema de Fechamento | 2006 |
| Anime        | .hack//Roots                          | Tema de Abertura | 2006 |
| Anime        | Bakumatsu Kikansetsu Irohanihoheto    | Tema de Abertura | 2006 |
| Anime        | My-Otome Zwei                         | Temas de Fechamento 2-3 | 2007 |
| Anime        | Baccano!                              | Tema de Fechamento | 2007 |
| Anime        | Amatsuki                              | Tema de Fechamento | 2008 |
| TV Drama     | Negima (Live Action)                  | Tema de Fechamento | 2008 |
| Anime        | Kuroshitsuji                          | Tema de Fechamento | 2008 |
| Documentário | Episódios desconhecidos da história   | Trilha Sonora | 2009 |
| Anime        | So Ra No Wo To                        | Tema de Abertura | 2010 |
| Anime        | Ōkami Kakushi                         | Música Tema | 2010 |
| Anime        | Eve no Jikan                          | Tema de Fechamento | 2010 |
| Game         | Nobunaga's Ambition                   | Música Tema | 2010 |
| Anime        | Kuroshitsuji II                       | Trilha | 2010 |
| Série de TV  | 15 Sai no Shiganhei                   | Trilha | 2010 |
| Videogame    | .hack//Link                           | Músicas prévias: Edge, (from .hack//Liminality Volume 1: In the Case of Mai Minase) Obsession from .hack//SIGN and Silly-Go-Round. (from .hack//Roots) | 2010 |
| Documentário | Episódios desconhecidos da história 2 | Trilha Sonora | 2011 |
| Anime        | Sacred Seven                          | Tema de Abertura | 2011 |
| Game         | Senritsu no Stratus                   | Tema de abertura | 2011 |
| Game         | Deemo                                 | Música Tema | 2020 |

## Vocalistas Contratadas
- Aa (ああ) da savage genius
- Arai Akino (新居昭乃)
- Arisaka Mika (有坂美香)
- Emily Bindiger
- Chiba Saeko (千葉紗子)
- Emily Curtis
- Margaret Dorn
- Fion
- Nicolette Grogoroff
- Hayashibara Megumi (林原めぐみ)
- Hikita Kaori (引田香織)
- Hisakawa Aya (久川 綾)
- Inoue Marina (井上麻里奈)
- Ishikawa Chiaki (石川智晶) do See-Saw
- Ishizuka Mami (石塚まみ)
- Ishida Yoko (石田 燿子)
- Itō Eri (伊東恵里)
- Kaida Yuriko (貝田 由里子) do FictionJunction
- Kasahara Yuri (笠原 ゆり)
- Katō Asuka (加藤あすか) do FictionJunction ASUKA
- Kikuchi Mika (菊地美香)
- Koshimizu Ami (小清水 亜美)
- Kubota Keiko (窪田啓子) do FictionJunction KEIKO and Kalafina

- Kuwashima Hōko (桑島法子)
- Deb Lyons
- Makino Yui (牧野由依)
- Masai Hikaru (政井光) de Kalafina
- Minami Omi (南 央美)
- Miyamura Yūko (宮村優子)
- Nanri Yūka (南里侑香) do FictionJunction YUUKA
- Nishikawa Kaori
- Nishina Kaori (仁科かおり)
- Oda Kaori (織田かおり) do FictionJunction KAORI
- Ogawa Noriko (小川範子)
- Okina Reika (翁 鈴佳)
- Ōtaki Wakana (大滝若菜) do FictionJunction WAKANA e Kalafina
- Saitō Kaoru (斉藤かおる)
- Seki Tomokazu (関 智一)
- Tanaka Rie (田中理恵)
- TARAKO (鱈子)
- Tokyo Philharmonic Chorus (東京混声合唱団)
- Tomaru Hanae (戸丸華江)
- Toyoshima Maya (豊島摩耶) do Kalafina (ex-integrante)
- Tulivu-Donna Cumberbatch
- Wakatsuki Sara (若月さら)
- Yukana (ゆかな)

## Características Marcantes
- Mistura de gêneros: Estilo opera combinado com batidas pop. A maior inspiração de Kajiura, seu pai, era um fã de música clássica; por isso suas trilhas possuem temas tanto pop quanto clássica. Um exemplo deste mix de gênero é a música Oblivious usada no primeiro fechamento de Kara no Kyoukai (performado pelo grupo Kalafina).
- Piano: Elaborados solos de piano (de execução própria).
- Temas Europeus: Algumas de suas músicas tem estilo Europeu. Algumas de suas músicas são escritas em  Alemão, Espanhol ou Italiano.
- Coral: Muitas composições de Kajiura possuem coros em cânticos ominous (sejam como vozes de suporte, ou como força principal da música) e alguns apelidam este estilo como 'Kajiuran'.[9] Os cânticos Yamanii da música nowhere de MADLAX é um bom exemplo. Outros exemplos de Kajiuran podem ser observados em A Song of Storm and Fire (de Tsubasa Chronicle) e MATERIALISE (de My-Otome).
- Bee Train: Frequentemente compõe para a Bee Train Productions, e trabalha com Koichi Mashimo
- Solos de Violino: Elaborados solos de violino são comumente observados no meio de suas composições

## References
1. ↑  RocketBaby's entrevista Yuki Kajiura
2. ↑  Trilha Sonora de NOIR[ligação inativa]
3. ↑  Biografia resumida de Yuki Kajiura no MIDI Shrine
4. ↑  «Concerto de Yuki Kajiura's na Anime Expo 2003». Consultado em 28 de janeiro de 2011. Arquivado do original em 4 de fevereiro de 2012
5. ↑  FictionJunction - Site Oficial
6. ↑  IGN AU anuncia a data do Concerto Sinfônico ANIF 07 Anime Edition
7. ↑  Katoh, Hidekazu; Ban, Yukiko; Kojima, Makiko; Kamo, Ayumi. "TSUBASA – RESERVoir CHRoNiCLE". Newtype USA. 6 (5) pp. 26–33. maio 2007. ISSN 1541-4817.
8. ↑  NHK.or.jp
9. ↑  Descrição em Labyrinthos.org's Arquivado em 29 de maio de  2007, no Wayback Machine. do Xenosaga II Movie Scene Soundtrack